# Зноб-Новгородське
Зноб-Но́вгородське — селище Шосткинського району Сумської області України. Від 2016 адміністративний центр Зноб-Новгородської селищної громади.

## Географічне розташування

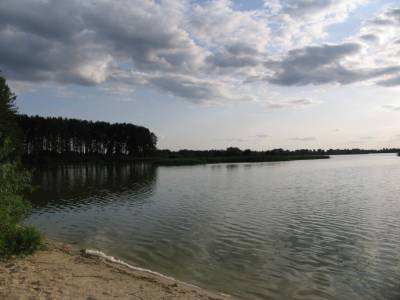
Ставок на річці Знобівка

Селище міського типу Зноб-Новгородське розташоване на березі річки Знобівка (більша частина на лівому березі), вище за течією на відстані 2,5 км знаходиться село Люте, нижче за течією на відстані 1,5 км розташоване село Зноб-Трубчевська. Біля селища знаходиться великий ставок.
В селищі знаходиться колишня залізнична станція Чигинок закритої ділянки Хутір-Михайлівський-Зноб.

## Історичні відомості
Поселення на території сучасного селища виникло ще до Монголо-татарської навали.
В XVI ст. тут знаходили притулок козаки та селяни, які тікали від гніту польських панів.
Перед Національно-Визвольною війною українського народу 1648—1657 рр. село під назвою Зноба входило до Новгородського повіту Чернігівського воєводства, з другої половини XVII ст. — до складу Новгород-Сіверської сотні Ніжинського, а з 1663 р. — Стародубського полку.
В 1717 р. гетьман Іван Скоропадський віддав Знобу Новгород-Сіверському протопопу А.Заруцькому. Від Заруцьких село перейшло до представників козацької старшини Пселу та Томіловському. Останній продав свою частину села В.Корсаку.
За даними на 1859 рік у козацькому й власницькому селі Новгород-Сіверського повіту Чернігівської губернії мешкало 848 осіб (419 чоловічої статі та 429 — жіночої), налічувалось 134 дворових господарств, існувала православна церква й бурякоцукровий завод, відбувалось 2 ярмарки на рік.
Станом на 1886 у колишньому державному й власницькому селі Протопопівської волості мешкало 1132 особи налічувалось 146 дворових господарств, існували православна церква, 3 постоялих будинки, 6 лавок, 2 вітряних млини, крупорушка, відбувалось 2 ярмарки на рік і базари.
За даними на 1893 рік у поселенні мешкало 1213 осіб (592 чоловічої статі та 621 — жіночої), налічувалось 234 дворових господарства.
За переписом 1897 року кількість мешканців зросла до 1317 осіб (621 чоловічої статі та 696 — жіночої), з яких 1250 — православної віри.
Зноб-Новгородщина була однією із найреволюційніших округ Чернігівської губернії. Селяни-бідняки Зноб-Новгородського брали участь у бурхливих революційних подіях 1905—1907 років. Вони, наприклад, подали суду позов на поміщика, що самочинно захопив 200 десятин селянської землі, а коли їхні законні вимоги не були задоволені, згуртовано виступили проти свавілля гнобителя, захопили його угіддя, почали рубати ліс.
Після ліквідації губернії у 1925 році село Зноб-Новгородське ввійшло до складу Середино-Будського району Глухівського округу.
10 вересня 1941 р. село Зноб-Новгородське було захоплене нацистами. 29 червня 1942 окупанти спалили 740 дворів села Зноб-Новгородське, загинуло 69 жителів.
15 серпня 1944 року Указом Президії Верховної Ради УРСР Хильчицький район було перейменовано на Зноб-Новгородський.
З 1962 року селище Зноб-Новгородське входить до складу Середино-Будського району.
28 червня 2024 року у селищі пошкоджено об'єкт критичної інфраструктури. Ймовірно росіяни обстріляли з мінометів та ударили FPV-дроном.

## Населення

### Чисельність населення
| 1959 | 1979 | 1989 | 2001 | 2016 |
| ---- | ---- | ---- | ---- | ---- |
| 1965 | 2649 | 2668 | 2222 | 1900 |

### Розподіл населення за рідною мовою(2001)
| українська мова | російська |
| --------------- | --------- |
| 31,08 %         | 68,87 %   |

## Природа

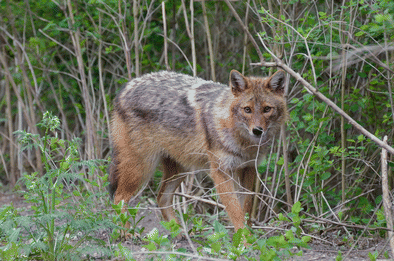
Шакал золотавий (Canis aureus).

Село є найбільш північною знахідкою в Україні шакала, Canis aureus. На початку 2019 року в околицях села мисливцями здобуто дорослого самця, якого спочатку приймали за гібрида, проте знані фахівці-мисливствознавці, зокрема й Микола Роженко, визначили здобуту мисливцями тварину яку шакала.

## Господарство
- Зноб-Новгородський хлібзавод
- Зноб-Новгородське лісництво
- Приватне підприємство з переробки деревини

## Освіта

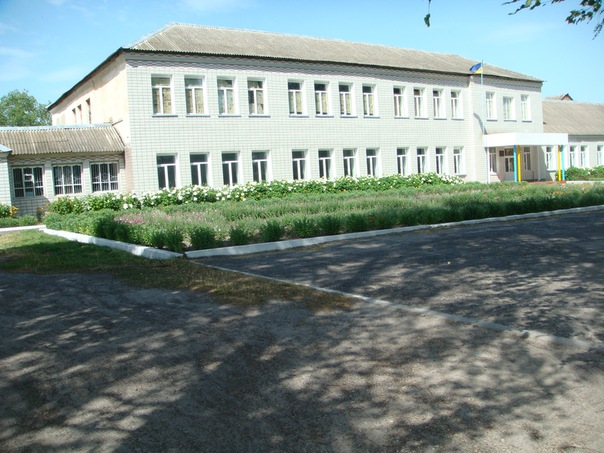
Зноб-Новгородська школа

- Зноб-Новгородська загальноосвітня школа І-ІІІ ступенів
- Зноб-Новгородський агроліцей

## Культура
- Будинок культури
- Селищна бібліотека
- Фестиваль "Дикий мед" https://uk.m.wikipedia.org/w/index.php?title=%22Дикий_мед%22_(Зноб-Новгородське)&oldid=41882838

## Релігія
- Храм ікони Пресвятої Богородиці Всіх скорботних Радість.

## Персоналії

### Відомі уродженці
- Старіков Володимир Іванович — український учений, фахівець з онкохірургії, доктор медичних наук, професор, завідувач кафедрою онкології Харківського національного медичного університету.
- Юрченко Микола Олексійович (2001—2022) — солдат збройних сил України, учасник російсько-української війни.